# Río Atbashy
El río Atbashy (kirguís: Атбашы дарыясы) es un río de la provincia de Naryn, Kirguistán, afluente izquierdo del río Naryn.
El río nace en los montes Jangy-Jer, en la confluencia de los ríos Ulan y Jangy-Jer. Tiene una cuenca de 5540 km² y una longitud de 180 km.
Las principales localidades por las que pasa son At-Bashy, Taldy Suu y Bosogo.